# 매촌초등학교 특곡분교
매촌초등학교 특곡분교는 경상남도 산청군 금서면 동의보감로312번길 11-6 (특리)에 있었던 분교이다.

## 연혁
- 1954년 3월 15일 특곡국민학교로 개교
- 1985년 9월 2일 병설유치원 개원
- 1992년 2월 20일 제28회 졸업식(총 780명)
- 1992년 3월 1일 매촌국민학교 특곡분교장
- 1998년 9월 1일 매촌초등학교로 통폐합